# Фотоводень
Фотоводень — умовна назва водню, виробленого за допомогою штучного або природного освітлення (фотодисоціація). Прикладом може служити водень, отриманий у зелених частинах рослин (для синтезу  вуглеводів), шляхом розділення молекул води (побічним продуктом є кисень, що викидається у повітря і використовується для дихання). Фотоводень також може бути отриманий в процесі  фотодисоціації води під впливом ультрафіолету. Проблеми фотоводню іноді обговорюються в контексті створення  відновлюваного джерела енергії, на основі використання мікроорганізмів, таких як бактерії або водорості, що трансформують сонячне світло.

## Виноски
1. ↑  NOVA scienceNOW [Архівовано 10 вересня 2006 у Wayback Machine.]- 14-хвилинне відео компанії NOVA про автомобілі, які використовують водневі паливні елементи, опубліковане на Public Broadcasting Service, 26 червня, 2005.
2. ↑  Gartner, John (19 серпня 2002). Водорості: Електростанції майбутнього?. Wired. с. 1. Архів оригіналу за 21 лютого 2012. Процитовано 17 вересня 2006.
3. ↑  Mechanic, Michael (April 2002). Вони прийшли з болота. Wired. с. 1. Архів оригіналу за 21 лютого 2012. Процитовано 17 вересня 2006.